# Garaeus subsparsus
Garaeus subsparsus là một loài bướm đêm trong họ Geometridae.